# Posnemanje petih živali
Posnemanje petih živali ali vućinśi (kitajsko: 五禽戲; pinjin: Wu qin xi) je oblika medicinskega čigunga, pri katerem z gibi poskušamo posnemati pet živali, ki predstavljajo simbole za pet elementov. 

## Zgodovina
Nekje v času med dinastijama Vzhodni Džou (ok. 770-256 pr. n. št.) in Čin (ok. 221-206 pr. n. št.) se je razvilo Posnemanje dveh živali (Ljangćinśi), ki posnema medveda, ki pleza na drevo, in žerjava, ki razpira krila. V času zgodnji Hanov so dodali še vajo opice in tako ustvarili Posnemanje treh živali (Sanćinśi). Na tej osnovi je okrog leta 200 n. št. kitajski zdravnik Hva Tuo razvil daoistično svojo metodo »Đunćing«, ki posmema tigra, jelena, opico, medveda in ptico. Po tradiciji jo je oblikoval skupaj z učencem Wu Pujem in sicer na osnovi živali, ki jih omenja delo Huainandzi. Kasneje se je oblikovalo okrog 20 do 30 slogov vadbe Posnemanja petih živali. Ptica se včasih imenuje plamenec, včasih pa žerjav in namesto jelena včasih nastopa zmaj. Vadba Posnemanja petih živali je vplivala tudi na razvoj drugih čigung sistemov, npr. na oblikovanje Osmih kosov brokata in na Taidžičvan.

## Vadba
Vadba Posnemanja petih živali vključuje telesne gibe, vizualizacijo in posebne drže rok (mudre rok). Ne obstaja enotno mnenje s katerim elementom je povezana določena žival. Prav tako ni enotnega mnenja kateremu elementu naj bi pripadala posamezna vaja:
| Elementi  | element lesa | element ognja | element zemlje | element kovine | element vode |
| --------- | ------------ | ------------- | -------------- | -------------- | ------------ |
| Yun & Yin | jelen        | flamingo      | opica          | tiger          | medved       |
| Fick      | opica        | žerjav        | jelen          | tiger          | medved       |
| Chang     | tiger        | zmaj          | medved         | orel           | opica        |